# 2017 en Géorgie
Chronologie de la Géorgie
- 2013
- 2014
- 2015
- 2016
- 2017
- 2018
- 2019
- 2020
- 2021

Cette page recense des événements qui se sont produits durant l'année 2017 en Géorgie.

## Chronologie

### Septembre
- 27 septembre : une délégation parlementaire syrienne visite l'Abkhazie, menant à une large condamnation de la part de Tbilissi[1]. Damas reconnaît l'indépendance de l'Abkhazie en mai 2018, huit mois après cette visite.

### Octobre
- 2 octobre : Le nouvel auditeur d'État Irakli Mekvabichvili est le sujet d'un scandale à la suite de sa décision de limoger ses adjoints indépendants, tout en gardant son adjoint du parti au pouvoir (RG)[2]. L'une de ses adjoints, Nino Lomdjaria, devient plus tard la Défenseur public de Géorgie.
- 3 octobre : Une délégation du parti d'opposition Alliances des Patriotes visite Moscou pour rencontrer la direction de la Douma russe. La visite est largement condamnée par le parti au pouvoir (RG) et les autres partis d'opposition, qui acucsent l'AdP de politique pro-russe[3],[4].
- 9 octobre : Le président Margvelachvili impose son veto sur la nouvelle Constitution approuvée par le Parlement. Le président accuse le parti au pouvoir (RG) d'avoir adopté le document sans consultation avec l'opposition[5]. À la suite d'une annulation du veto par le Parlement, Margvelachvili signe finalement la Constitution le 20 octobre.
- 10 octobre : 
  - 14 membres de l'opposition sont arrêtés après une manifestation devant la Mairie de Tbilissi[6]. Les manifestants protestent la vente de deux terrains publics à des compagnies affiliées à Bidzina Ivanichvili, ancien Premier ministre et considéré comme un dirigeant informel du parti au pouvoir (RG). L'un de ces terrains est vendu au prix symbolique de 1,00 GEL[7]. La transaction se fait pour le projet Panorama Tbilissi, un centre commercial multi-fonction en construction par Ivanichvili. La manifestation se déroule dans le cadre des élections municipales et est menée par Elene Khochtaria, candidate du parti Géorgie européenne à la mairie de Tbilissi et membre du Parlement. Le Bureau du défenseur public condamne la décision des forces de police d'interdire les manifestants d'assister à la session du conseil municipal qui décide la vente des terrains. Cette manifestation fait suite à une protestation similaire du 2 octobre.
  - Lado Tchantouria, ancien défenseur public et ambassadeur géorgien en Allemagne, est élu par l'Assemblée parlementaire du Conseil de l'Europe comme juge à la Cour européenne des droits de l'homme (CEDH). Tchatouria est choisi après le refus par l'APCE du premier candidat géorgien.
- 13 octobre : Le Parlement de Géorgie annule le veto imposé par le président Margvelachvili sur la nouvelle Constitution qui transforme le pays en république parlementaire. Le président finit par signer la Constitution le 20 octobre.
- 17 octobre : Des milliers de Géorgiens se réunissent pour assister à l'enterrement de 25 personnes tués à Sokhoumi durant la guerre d'Abkhazie de 1992-1993, dont les corps sont transférés à la Géorgie par la Croix-Rouge. Parmi eux sont le colonel Mamia Alassania et le maire de Sokhoumi Gouram Gabeskiria, qui sont assassinés par les séparatistes lors de la prise de Sokhoumi en septembre 1993[8].
- 18 octobre : Durant sa visite en Géorgie, le ministre des Affaires étrangères de Pologne Witold Waszczykowski annonce une nouvelle politique polonaise plus active en Transcaucasie[9].
- 19 octobre : Dans la municipalité de Marneouli, un homme ouvre le feu sur un bureau de campagne électorale du parti RG au pouvoir, blessant cinq personnes, dont un candidat aux élections municipales du 21 octobre[10].
- 20 octobre : Le président Guiorgui Margvelachvili signe la nouvelle Constitution, envisageant la création d'une république parlementaire avec des pouvoirs présidentiels largement diminués. La signature vient moins de deux semaines après avoir mis son veto sur la même Constitution, la critiquant pour avoir été rédigée sans l'aide de l'opposition parlementaire. Margvelachvili accepte de signer la Constitution afin de préserver la stabilité au sein de l'État. Un an plus tard, la Constitution entre en force avec l'élection de Salomé Zourabichvili[11].
- 21 octobre : Premier tour des élections municipales. Le parti au pouvoir, Rêve géorgien (RG) remporte 57 élections au premier tour, sur 64 municipalités totales, dont la capitale Tbilissi (où Kakha Kaladzé devient maire). Six mairies vont au second tour, tandis que la municipalité de Tianeti est remporté par Tamaz Metchiaouri, candidat de l'opposition. La communauté internationale et les organisations non-gouvernementales reconnaissent la nature démocratique et libre des élections, tout en soulignant l'inégalité dans le soutien financier derrière les candidats.
- 23 octobre : Le ministre des Affaires étrangères de la république séparatiste d'Ossétie du Sud inaugure un « Bureau de représentation de l'Ossétie du Sud » à Barcelone. Le gouvernement espagnol condamne la dénomination et publie son support pour l'intégrité territoriale de la Géorgie. Barcelone est alors au centre de manifestations pour l'indépendance de la Catalogne. En 2020, le Bureau de représentation se révèle être un bureau du FSB russe pour infiltrer le mouvement catalan[12].
- 24 octobre : Le MNU, principal parti d'opposition, refuse de participer au second tour des élections municipales à la suite de la grande victoire du parti RG au pouvoir au premier tour du 21 octobre. Le MNU est qualifié au second tour dans les élections pour maire de Koutaïssi et Martvili[13].
- 27 octobre : La cour d'appel de Tbilissi confirme la victoire de Tamaz Metchiaouri comme maire de la municipalité de Tianeti par un seul vote, faisant de lui le seul maire d'un parti d'opposition à travers le pays[14].
- 30 octobre : La Géorgie, l'Azerbaïdjan et la Turquie inaugurent la Ligne Bakou-Tbilissi-Kars, un chemin de fer stratégique pour lier le commerce venant d'Asie centrale vers la Turquie et l'Europe[15].
- 31 octobre : L'Estonie et la Géorgie signent un mémorandum déclarant le soutien mutuel dans la politique étrangère[16].

### Novembre
- 1er novembre : Meguis Kardava, ancien chef de la police militaire de Géorgie sous le régime de Saakachvili et recherché par les autorités géorgiennes pour son implication dans le scandale d'abus sexuels dans des prisons de Tbilissi de 2011, est arrêté en Ukraine[17].
- 3 novembre : Quatre navires de l'OTAN font escale à Batoumi, continuant la politique occidentale de faire compétition à la domination russe sur la Mer Noire[18].
- 7 novembre : Goga Oniani, membre du conseil politique du parti d'opposition MNU, est condamné à une peine de 6 ans de prisons pour abus de pouvoir en tant que chef de circonscription de police en 2012, quand il ordonne l'arrêt de deux activistes politiques qui travaillent alors pour le RG, parti actuellement au pouvoir[19].
- 9 novembre : Guiorgui Tsereteli, membre de l'opposition, devient président de l'Assemblée parlementaire du Conseil de l'Europe[20].
- 12 novembre : Second tour des élections municipales dans six municipalités : le parti RG au pouvoir remporte cinq concours ; un candidat sans-étiquette devient maire d'Ozourgueti[21].
- 13 novembre : 
  - La Géorgie et les États-Unis annoncent le programme militaire Georgia Defense Readiness Program, un programme d'entraînement de l'armée géorgienne par les forces armées américaines[22].
  - Le Premier ministre Guiorgui Kvirikachvili nomme quatre nouveaux ministres : Dimitri Koumsichvili (ancien ministre de la Finance) comme ministre de l'Économie, Mamouka Bakhtadzé (ancien directeur général de Georgian Railway) comme ministre de la Finance, Guiorgui Gakharia (ancien ministre de l'Économie) comme ministre des Affaires intérieures et Mikheïl Tchkhenkeli (adjoint au recteur de l'Université d'État de Tbilissi) comme ministre de l'Éducation. Guiorgui Mgebrichvili (ancien ministre des Affaires intérieures) devient chef du nouveau Centre de Gestion d'urgence[23].
- 14 novembre : La Russie et l'Ossétie du Sud signent un accord intégrant la république séparatiste au sein du système d'assurance santé mandatoire russe[24].
- 15 novembre : La Géorgie rejoint le Corridor lapis-lazuli, la route commerciale liant l'Afghanistan à l'Europe[25].
- 17 novembre : L'Ukraine déporte neuf Géorgiens, dont certains associés de l'ancien président Mikheïl Saakachvili, un journaliste proche de l'opposition anti-gouvernementale géorgienne et des miliciens se battant contre les forces séparatistes pro-russes en Ukraine orientale, pour des raisons de sécurité nationale[26].
- 20 novembre : Le département de la Défense des États-Unis approuve la vente pour 75 millions USD de FGM-148 Javelin à la Géorgie, le plus grand contrat militaire entre Tbilissi et Washington dans l'histoire des relations entre les deux pays[27].
- 21 novembre-22 novembre : Une opération anti-terroriste à Tbilissi par les forces spéciales géorgiennes cause la mort du terroriste de l'État islamique Ahmed Tchataïev[28].
- 21 novembre : L'Union européenne et la Géorgie approuvent l'Accord révisé d'Association Géorgie-UE, basé sur l'Accord multilatéral de 2014[29].
- 25 novembre : 11 périssent dans un incendie d'hôtel à Batoumi[30].
- 26 novembre : Le catholicos-patriarche de toute la Géorgie Ilia II nomme Chio Moudjiri, métropole de Senaki et Tchkherotskou, comme son locum tenens.
- 28 novembre : 
  - La Russie condamne la vente à la Géorgie de FGM-148 Javelin par les États-Unis[31].
  - La Cour européenne des droits de l'Homme juge la détention provisoire prolongée de l'ancien Premier ministre Vano Merabichvili en 2013-2014 d'avoir été en violation de l'article 18 de la Convention européenne des droits de l'Homme[32].
- 29 novembre : Les autorités écossaises décident de restorer un monument honorant les victimes abkhazes de la guerre d'Abkhazie de 1992-1993 et reçoivent la condamnation du gouvernement géorgien[33].
- 30 novembre : Nino Lomdjaria est confirmée comme nouveau Défenseur public de Géorgie par le Parlement, avec l'aide de la majorité parlementaire RG et du parti MNU d'opposition. Lomdjaria deviendra l'une des plus grandes critiques du gouvernement RG dans les questions des droits de l'Homme[34].

### Décembre
- 6 décembre : Des milliers de manifestants protestent pour soutenir l'ancien président Mikheïl Saakachvili, alors recherché par les autorités ukrainiennes[35].
- 7 décembre : 
  - Le Parlement approuve un plan ambitieux de restructuration gouvernemental, selon lequel[36] : le ministère de l'Énergie est fusionné avec le ministère de l'Économie et du Développement durable ; le ministère de l'Environnement et de la Protection des ressources naturelles est aboli et ses fonctions sont divisés entre le ministère de l'Économie et celui de l'Agriculture ; le ministère du Sport et de la Jeunesse est aboli et ses fonctions sont divisées entre les ministères de l’Éducation et de la Culture ; l'Agence de la direction des urgences du ministères de l'Intérieur et le Conseil de sécurité d'État et de la Direction des crises sont fusionnés pour former un Centre de direction des urgences.
  - Le Premier ministre Guiorgui Kvirikachvili annonce que la Géorgie ne va pas reconnaître Jérusalem comme capitale de l'État d'Israël[37].
- 11 décembre : Des milliers de protestataires manifestent pour demander une libéralisation de la politique anti-narcotique du gouvernement géorgien[38].
- 12 décembre-13 décembre : Le 42e tour des Discussions internationales de Genève se déroule entre Tbilissi, Sokhoumi, Tskhinvali et Moscou. Les côtés ne trouvent aucune solution aux problèmes séparatistes et se séparent à la suite du départ des indépendantistes.
- 12 décembre : Deux nouveaux ambassadeurs sont envoyés en Europe par le président Guiorgui Margvelachvili : Victor Dolidzé à Genève et Elgoudja Khokrichvili en Allemagne[39].
- 13 décembre : 
  - Le Parlement approuve le budget national de 2018. Le budget inclut 12,45 milliards GEL de dépenses, une augmentation de près de 739 millions GEL comparé au budget de 2017[40].
  - La Banque centrale de Géorgie augmente le taux d'intérêt national par 25 points, le poussant à 7,25%[41].
- 17 décembre : Un groupe de 9 membres du Parlement européen demande la libération de Vano Merabichvili, ancien ministre des Affaires intérieures emprisonné pour abus de pouvoir[42].
- 18 décembre : 
  - Irakli Kobakhidzé, président du Parlement géorgien, signe un accord de partenariat stratégique avec le Parlement et le Sénat de Pologne[43].
  - La Géorgie et la Biélorussie signent un accord d'échange d'informations classifiées[44].
  - Guiorgui Margochvili, un seigneur de guerre géorgien opérant pour l'État islamique, est tué en Syrie[45].
- 19 décembre : Le Parlement d'Ossétie du Sud approuve un budget de 7,67 milliards de roubles, dont 86 % sont financés par le gouvernement russe[46].
- 20 décembre : La Géorgie signe un accord avec la Russie pour l'utilisation de trois nouvelles routes commerciales entre les deux pays, dont deux passent par les républiques séparatistes d'Abkhazie et d'Ossétie du Sud[47].
- 22 décembre : 
  - La Russie offre deux hélicoptères aux autorités séparatistes d'Ossétie du Sud[48].
  - Le Parlement approuve un projet de loi réformant la Georgian Public Broadcasting. La réforme génère une large controverse, dispensant la chaîne télévisée des lois d'acquisitions publiques, autorisant la compagnie, augmentant l'utilisation de publicités par la chaîne télévisée et réduisant les pouvoirs du Conseil d'administration[49].
  - Le Parlement approuve le nouveau cabinet du Premier ministre Giorgi Kvirikachvili. Le changement de cabinet réduit le nombre de ministères de 18 à 14[50].
- 25 décembre : L'officiel russe Grigori Karassine déplore lors d'une interview le rapprochement de la Géorgie à l'OTAN, accusant l'Occident de menacer la stabilité régionale[51].
- 26 décembre : 
  - Deux nouvelles factions parlementaires sont formés au sein du RG (Rêve géorgien - Pour une économie forte et Rêve géorgien - Pour une Géorgie forte). Ces factions sont probablement créés à la suite de désaccords au sein du parti au pouvoir. Chaque faction parlementaire a le droit de recevoir de nombreux bénéfices, dont une représentation dans les délégations parlementaires officielles et un temps prolongés de débat[52].
  - Le Service de sécurité d'État organise une opération anti-terroriste dans la vallée de Pankissi, une région musulmane de Géorgie orientale. Lors de l'opération, Temirlan Matchalikachvili, un jeune homme de 18 ans, est abattu par les forces de l'ordre durant son sommeil. Le cas suscite une large controverse et cause une série de scandales politiques en 2018[53].